# Mount Victoria (Papua-Nowa Gwinea)
Mount Victoria – najwyższy szczyt w Górach Owena Stanleya, w Papui-Nowej Gwinei. Osiąga wysokość 4072 m n.p.m. Szczyt położony jest 75 km na północny zachód od stolicy kraju Port Moresby.
Pierwszego znanego wejścia na szczyt dokonał administrator Nowej Gwinei Brytyjskiej William MacGregor.